# The Institute of World Politics
Das The Institute of World Politics (IWP) ist eine 1990 gegründete Graduiertenhochschule für Äußere Sicherheit, Nachrichtendienst und Internationale Beziehungen in Dupont Circle, Washington, D.C.